# Gaststubentheater Gößnitz
Das Gaststubentheater Gößnitz ist eine Laientheatergruppe aus Gößnitz bei Maria Lankowitz in der österreichischen Weststeiermark.
Kennzeichnend für das Gaststubentheater Gößnitz ist, dass bei jeder Aufführung in eine andere Örtlichkeit, vorwiegend in Landgasthäuser, gewechselt wird. Bei der Auswahl der Stücke nimmt man besonders darauf bedacht, ungewöhnliches und sozialkritisches Theater zu spielen und sich von anderen Lustspielen abzuheben. Die Akteure, alle sind sehr eng mit der Gemeinde Gößnitz (Gemeinde Maria Lankowitz) verbunden, möchten mit ihren Inszenierungen das vertraute, heimische Laientheater um eine neue Facette erweitern. Insbesondere mit der Co-Produktion Operation Wolfshaut mit dem Theater im Bahnhof, mit der das Gaststubentheater beim Theaterfestival Steirischer Herbst 2013 vertreten war, erlangte die Gruppe Bekanntheit über ihre steirischen Grenzen hinaus.

## Geschichte
Das Gaststubentheater besteht seit der ersten Aufführung im Jahr 2000, als Der G’wissenswurm von Ludwig Anzengruber uraufgeführt wurde. Bis 2010 wurden weitere acht Stücke inszeniert, ehe man 2013 in Co-Produktion mit dem Theater im Bahnhof und der Regie von Ed. Hauswirth beim Steirischen Herbst mit der Produktion Operation Wolfshaut für Aufmerksamkeit sorgte.
Mit Peter Roseggers Erdsegen gelang 2017 der Theatergruppe unter der Regie von Jürgen Gerger ein weiterer Erfolg, bevor man unter der Regie von Felix Hafner 2020 die Eigenproduktion Max Schilling uraufführen konnte und im August 2020 damit zu Zeno Staneks internationalem Theaterfestival Hin & Weg eingeladen wurde. Im Sommer 2023 wurde das Stück Matrix Reprise aufgeführt. Im Frühjahr 2024 feierte das Stück Bei dir war es immer so schön – Ein Volksstück mit Demenz Premiere, bei dem erstmals seit mehreren Jahren wieder Ed. Hauswirth die Regie übernahm.

## Produktionen
- 2000: Der G’wissenswurm von Ludwig Anzengruber
- 2001: Kirbisch von Anton Wildgans
- 2002: Die Geier-Wally von Wilhelmine von Hillern
- 2004: Holzers Peepshow von Markus Köbeli
- 2005: Der Meineidbauer von Ludwig Anzengruber
- 2006: Schweigen ist Gold – Ein ländlicher Krimi (Eigenproduktion)
- 2007 und 2008: Aus dem Leben Hödlmosers von Reinhard P. Gruber
- 2009: Die Abelsberger Chronik von Peter Rosegger
- 2010: Wildwochen – Ein dramatisches Weidwerk (Eigenproduktion)
- 2011: Beim Woaz schöl'n (Eigenproduktion)
- 2013: Operation Wolfshaut (Co-Eigenproduktion mit dem Theater im Bahnhof für den Steirischen Herbst, Regie: Ed. Hauswirth)
- 2017: Erdsegen von Peter Rosegger
- 2019: Die Glorreichen Sieben (Regie: Jürgen Gerger)
- 2020: Max Schilling (Eigenproduktion, Regie: Felix Hafner)
- 2023: Matrix Reprise (Eigenproduktion, Regie: Jürgen Gerger)
- 2024: Bei dir war es immer so schön – Ein Volksstück mit Demenz (Eigenproduktion, Regie: Ed. Hauswirth)